# Intercessor: Another Rock ’n’ Roll Nightmare
Intercessor: Another Rock ’n’ Roll Nightmare ist ein kanadischer Horror-Musikfilm aus dem Jahr 2005 von Benn McGuire. Jon Mikl Thor fungierte als Produzent.

## Handlung
Als ein Kampf zwischen dem Herrn der Untoten und einem satanischen Zauberer droht, die Seelen der unschuldigen Teenagerinnen Laura und Julie zu verzehren, liegt es an dem legendären Intercessor, sich den Legionen der Verdammten zu stellen. Vor gut zwanzig Jahren rettete John Triton die Erde vor dem Bösen. Nun streift er auf der Suche nach seiner Vergangenheit durch das Land. Währenddessen wird klar, dass sich das Böse wiedererstarkt hat. Zompira, der Herr der Untoten, und Mephisto, ein Zauberer, der seine Kraft aus dem Feuer der Hölle schöpft, wurden durch die Macht eines mysteriösen Zaubers zurück auf die Erde gerufen.
Als der hinterhältige Mephisto die vier Reiter der Apokalypse und die vier elementaren Dämoninnen entsendet, um die reinherzige Laura zu korrumpieren und ein Portal zwischen Himmel und Hölle zu öffnen, nimmt Zompira die ebenso unbefleckte Julie ins Visier. Diese empfindet seit kurzem Zuneigung und Loyalität zu ihrem körperlich behinderten Nachbarn Harry, der im Keller seiner Familie lebt. Seine Familienmitglieder offenbaren sich nach und nach als Zombies. Mit den Seelen der Unschuldigen auf dem Spiel und den Mächten der Hölle, die auf die Lebenden losgelassen werden, muss der Intercessor zwei mächtige Feinde besiegen und sicherstellen, dass die Mächte des Lichts die Mächte der Dunkelheit besiegen.

## Hintergrund
Der Film bildet die Fortsetzung von Im Angesicht der Hölle aus dem Jahr 1987, ebenfalls von Jon Mikl Thor produziert. Wie im Vorgänger wurden die Filmrollen überwiegend mit Laiendarstellern besetzt. Die Dreharbeiten fanden in London, in der kanadischen Provinz Ontario statt. Der Film erschien am 29. November 2005 im Videoverleih in den USA.

## Rezeption
Dread Central kritisierte den Film und erklärte: „Egal wie absichtlich kampflustig Intercessor: Another Rock 'N' Roll Nightmare auch sein wollte, die Wahrheit ist, dass der Film so verdammt schlecht ist, dass selbst das absichtlich kampflustige Zeug so wirkt wie ungewollt schrecklich.“ Something Awful und DVD Talk kritisierten den Film ebenfalls, wobei DVD Talk erklärte, dass Fans von Jon Mikl Thor den Film „wegen der Musik und der zusätzlichen Features wollen würden, aber man nicht erkennen würde, dass sich jemand anderes diesem aussetzen möchte.“
In der Internet Movie Database hat der Film bei knapp 140 Stimmenabgaben eine Wertung von 2,3 von 10,0 möglichen Sternen.